# Pjotr Petrowitsch Doroschin
Pjotr Petrowitsch Doroschin (russisch Пётр Петрович Дорошин; * 1823 in Petrosawodsk; † 20. Februarjul. / 4. März 1875greg. in St. Petersburg) war ein russischer Bergbauingenieur und Forschungsreisender.

## Leben
Doroschin, Sohn eines Schichtmeisters (14. Bergbau-Rangklasse), besuchte das Jungengymnasium des Gouvernements Olonez in Petrosawodsk und studierte dann in St. Petersburg am Institut des Bergbauingenieur-Korps mit Abschluss 1845. Darauf wurde er in den Bergbaubezirk Nertschinsk geschickt.
Im Februar 1847 wurde Doroschin in St. Petersburg mit der Suche nach Baumaterialien und Steinkohle in Russisch-Amerika beauftragt. Er reiste durch Sibirien nach Ochotsk und kam auf dem Schiff Atcha der Russländisch-Amerikanischen Kompagnie (RAK) mit angeworbenen RAK-Arbeitern im April 1848 in Nowo-Archangelsk an. Von dort unternahm er 1848 und 1850 zur Suche nach Baumaterialien Fahrten mit dem Dampfschiff Nikolaus I. in die nördlichen Meerengen an der Festlandsküste der Koloschen. In den Jahren 1848–1853 erforschte er mit dem Schoner Tungus auf der Suche nach Steinkohle die Kenai-Bucht und die Insel Kodiak. Er entdeckte eine Kohle-Lagerstätte in der Kohle-Bucht. Er besuchte auf der Alaska-Halbinsel den See Iliamna und den Fluss Naknek und die Siedlungen Katmai (am Berg Katmai) und Belkowskoje an der Bristol Bay sowie die Insel Unga mit dem nach Efstratios Delarof benannten Hafen.
Im Dezember 1848 war Doroschin auf der Bark Fürst Menschikow nach Kalifornien gefahren, um bei Sacramento auf den Goldfeldern am Yuba zu  arbeiten. Er hatte dann Gold auf der Kenai-Halbinsel gefunden. Die Ergebnisse seiner anschließenden Forschungen in den Jahren 1850–1851 waren der RAK-Verwaltung jedoch nicht genügend vielversprechend, sodass die Goldsuche eingestellt wurde.
Während seiner Fahrten sammelte Doroschin Pfeile, Tomahawks, Kleidung und Baidarka-Modelle der Kenaizen, Aleuten und Koloschen. Auf der Kenai-Halbinsel hörte er, wie die Tschugatsch-Sugpiaq den damaligen RAK-Hauptverwalter Efstratios Delarof gegenüber den Russen den Griechen nannten, aber unter sich den Wütenden.
Im Juni 1853 verließ Doroschin Russisch-Alaska. Seine Sammlungen übergab er der Kaiserlichen Russischen Geographischen Gesellschaft. Sie befinden sich jetzt in der St. Petersburger Kunstkammer. 1854 beteiligte er sich an der Kohle-Exploration auf den Ländereien des Grafen Wassili Bobrinski bei Tula. Das dann nach den neuesten Regeln der Technik errichtete Steinkohle-Bergwerk war das erste dieser Art in Russland und wurde von Doroschin geleitet. 1856 beschrieb er im Bergbau-Journal einen Kohlegas-Generator. 1856–1858 war er zum Studium der modernen Steinkohle-Förderung nach Deutschland, Belgien und Großbritannien abgeordnet. Für das Gold-Platin-Diamant-Unternehmen Krestowosdwischenskije Promysli in Promysla in der Region Perm erstellte er 1858 die erste Statistik der Diamanten-Gewinnung.
Ab Juni 1860 bearbeitete Doroschin beim Hauptbergbauchef der Uraler Berg- und Hüttenwerke Friedrich von Völkner besondere Aufträge für die technische Abteilung. Im Dezember 1860 wurde er zum Verwalter des Hüttenwerks Nischnjaja Tura und der Goroblagodatskije-Goldindustrie ernannt.
Ab 1865 war Doroschin Chefingenieur des Bergbaubezirks des Gouvernements Moskau. 1867 wurde er Vollmitglied der St. Petersburger Mineralogischen Gesellschaft. 1869 prospektierte er Köhle-Lagerstätten auf der Halbinsel Mangischlak am Ostufer des Kaspischen Meers. 1871 wurde er zum Wirklichen Staatsrat (4. Rangklasse) ernannt.
Doroschins Namen tragen ein Gletscher und eine kleine Bucht des Sees Skilak und eine Straße in Anchorage.

## Ehrungen
- Russischer Orden der Heiligen Anna III. Klasse (1861), II. Klasse (1869)
- Sankt-Stanislaus-Orden II. Klasse (1864)
- Orden des Heiligen Wladimir III. Klasse (1873)